# Liste der Monuments historiques in Moncourt
Die Liste der Monuments historiques in Moncourt führt die Monuments historiques in der französischen Gemeinde Moncourt auf.

## Liste der Objekte
| Bezeichnung            | Beschreibung | Standort                     | Kennzeichnung | Schutzstatus | Datum | Bild |
| ---------------------- | --- | ---------------------------- | ------------- | ------------ | ----- | ---- |
| Kasel                  | Seide, Metallfaden, Ende des 19. Jahrhunderts                                                                                           | in der Kirche St-Remi (Lage) | PM57000897    | Inscrit      | 2002  |      |
| Sebastiansaltar        | linker Seitenaltar; Altartisch, Retabel und Gemälde; Holz, farbig gefasst, und Ölfarbe auf Leinwand, zweite Hälfte des 18. Jahrhunderts | in der Kirche St-Remi (Lage) | PM57000895    | Inscrit      | 2002  |      |
| Maria-Immaculata-Altar | rechter Seitenaltar; Altartisch, Retabel und Gemälde; Holz, farbig gefasst, und Ölfarbe auf Leinwand, 1821                              | in der Kirche St-Remi (Lage) | PM57000894    | Inscrit      | 2002  |      |
| Tabernakel             | Holz, farbig gefasst, zweite Hälfte des 18. Jahrhunderts                                                                                | in der Kirche St-Remi (Lage) | PM57000896    | Inscrit      | 2002  |      |